# Terceira lei da termodinâmica

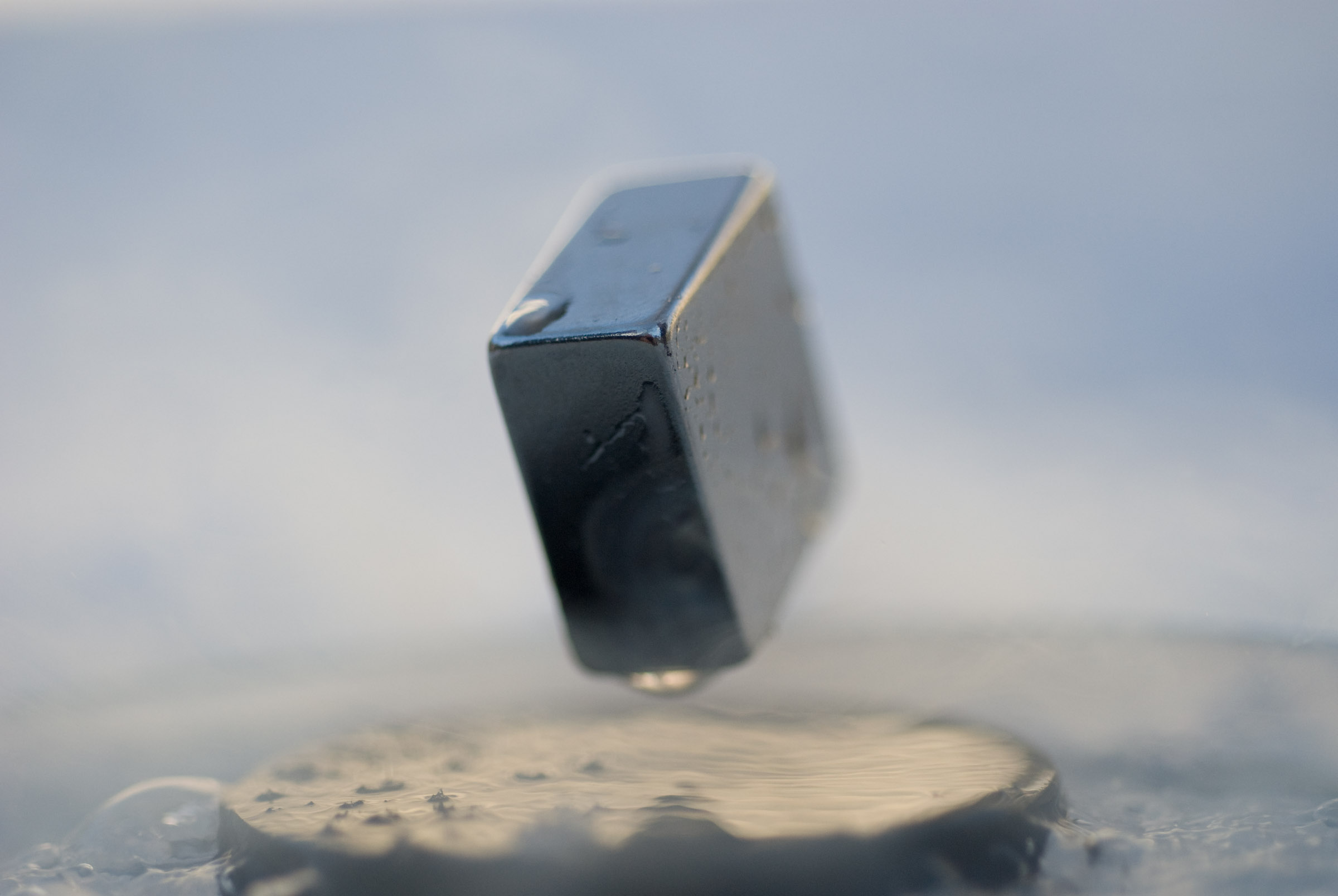
Um ímã levitando sobre um material supercondutor refrigerado a nitrogênio líquido, cuja temperatura é de aproximadamente -196°C ou 77 K.

A terceira lei da termodinâmica foi desenvolvida por Walther Nernst entre 1906 e 1912 e diz que, quando um sistema se aproxima da temperatura do zero absoluto, todos os processos cessam, e a entropia tem um valor mínimo. A lei, portanto, fornece um ponto de referência para a determinação do valor da entropia. A equação proposta por Nernst é:
{\displaystyle \lim _{T\to 0}\Delta S=0}
onde {\displaystyle \Delta S} é a variação de entropia e {\displaystyle T} é a temperatura.

## História
A terceira lei foi desenvolvida pelo químico Walther Nernst durante os anos 1906–1912, e por isso é muitas vezes referida como o teorema de Nernst ou postulado de Nernst. A terceira lei da termodinâmica afirma que a entropia de um sistema no zero absoluto é uma constante bem definida. Isto é porque o sistema à temperatura de zero existe no seu estado fundamental, para que a entropia é determinada apenas pela degenerescência do estado fundamental.
Em 1912 Nernst declarou a lei assim:. "É impossível para qualquer procedimento, levar a temperatura à T = 0 K em um número finito de operações".
Uma versão alternativa da terceira lei da termodinâmica como afirma Gilbert N. Lewis e Merle Randall em 1923:
Se a entropia de cada elemento em algum estado cristalino (perfeito) for tomada, cada substância terá uma entropia finita positiva, mas ao zero absoluto de temperatura a entropia pode se tornar zero, no caso de substâncias cristalinas perfeitas.
Esta versão prevê não só que  ΔS irá chegar a zero a 0 K, mas S em si também chegara a zero, desde que o cristal tenha um estado fundamental com apenas uma configuração. Alguns cristais formam defeitos que provocam uma entropia residual. Esta entropia residual desaparece quando as barreiras cinéticas para a transição para um estado fundamental são superadas.
Com o desenvolvimento da mecânica estatística, a terceira lei da termodinâmica (como as outras leis) passou de uma lei fundamental (justificado por experiências) a uma lei derivada (derivado de leis mais básicas). A lei básica da qual é derivada principalmente é a definição estatístico-mecânica de entropia de um sistema de grande porte: {\displaystyle S-S_{0}=k_{B}\ln \,w\ }
em que S é a entropia, kB  é a constante de Boltzmann, e {\displaystyle w}  é o número de microestados consistentes com a configuração macroscópica. A contagem de estados é a partir do estado de referência do zero absoluto, o que corresponde a entropia de S0.

## Explicação
De forma simples, a terceira lei afirma que a entropia de um cristal perfeito se aproxima de zero conforme a temperatura (em escala absoluta) também se aproxima de zero. Essa lei providencia um ponto de referência absoluto para a determinação de entropia. A entropia, a partir deste ponto, é entropia absoluta.
Matematicamente, a entropia absoluta de um sistema qualquer em seu zero absoluto é o logaritmo natural do número de estados fundamentais vezes a constante de boltzmann kB.
A entropia de uma rede perfeita de cristais, como definido pelo teorema de Nernst, é zero se, e somente se, o seu estado fundamental é único, porque ln(1)=0.

## Consequência da terceira lei
A terceira lei é equivalente à declaração:
"É impossível através de qualquer procedimento, não importa o quão idealizado, reduzir a temperatura de qualquer sistema à temperatura zero em um finito número de finitas operações"
O motivo pelo qual T=0 não pode ser alcançado de acordo com a terceira lei é explicado pelo que segue: Suponha que a temperatura de uma substância pode ser reduzida em um processo isentrópico mudando-se o parâmetro X de X2 para X1. Pode-se pensar numa configuração de desmagnetização nuclear de múltiplos estágios aonde o campo magnético é ligado e desligado de forma controlada. Se houvesse uma diferença na entropia no zero absoluto T=0 poderia ser alcançado em um número finito de operações. Contudo, durante T=0 não há diferença na entropia, então um número infinito de operações seria necessário.

## Energia de Helmholtz e energia de Gibbs

### Energia de Helmholtz
Aquecimento a volume constante: onde trabalho de expansão é {\displaystyle W=0} ficando a equação:
{\displaystyle dq_{v}=dU}
Então dá-se por estas equações:
{\displaystyle dS-{\frac {dU}{T}}\geq 0\Rightarrow TdS\geq dU}
{\displaystyle dS_{U,V}\geq 0\qquad dU_{S,V}\leq 0}
{\displaystyle \qquad A=U-TS}
Numa variação a temperatura constante:
{\displaystyle dA=dU-TdS}
Critério para uma transformação espontânea:
{\displaystyle dA_{T,V}\leq 0}

### Energia de Gibbs
Aquecimento a pressão constante, e apenas existe trabalho de expansão:
{\displaystyle dq_{p}=dH}
{\displaystyle dS-{\frac {dH}{T}}\geq 0\Rightarrow TdS\geq dH}
{\displaystyle dS_{H,p}\geq 0\qquad dH_{S,p}\leq 0}
{\displaystyle G=H-TS}
Numa variação a temperatura constante:
{\displaystyle dG=dH-TdS}
Critério para uma transformação espontânea:
{\displaystyle dG_{T,p}\leq 0}